# Schubert (cráter)

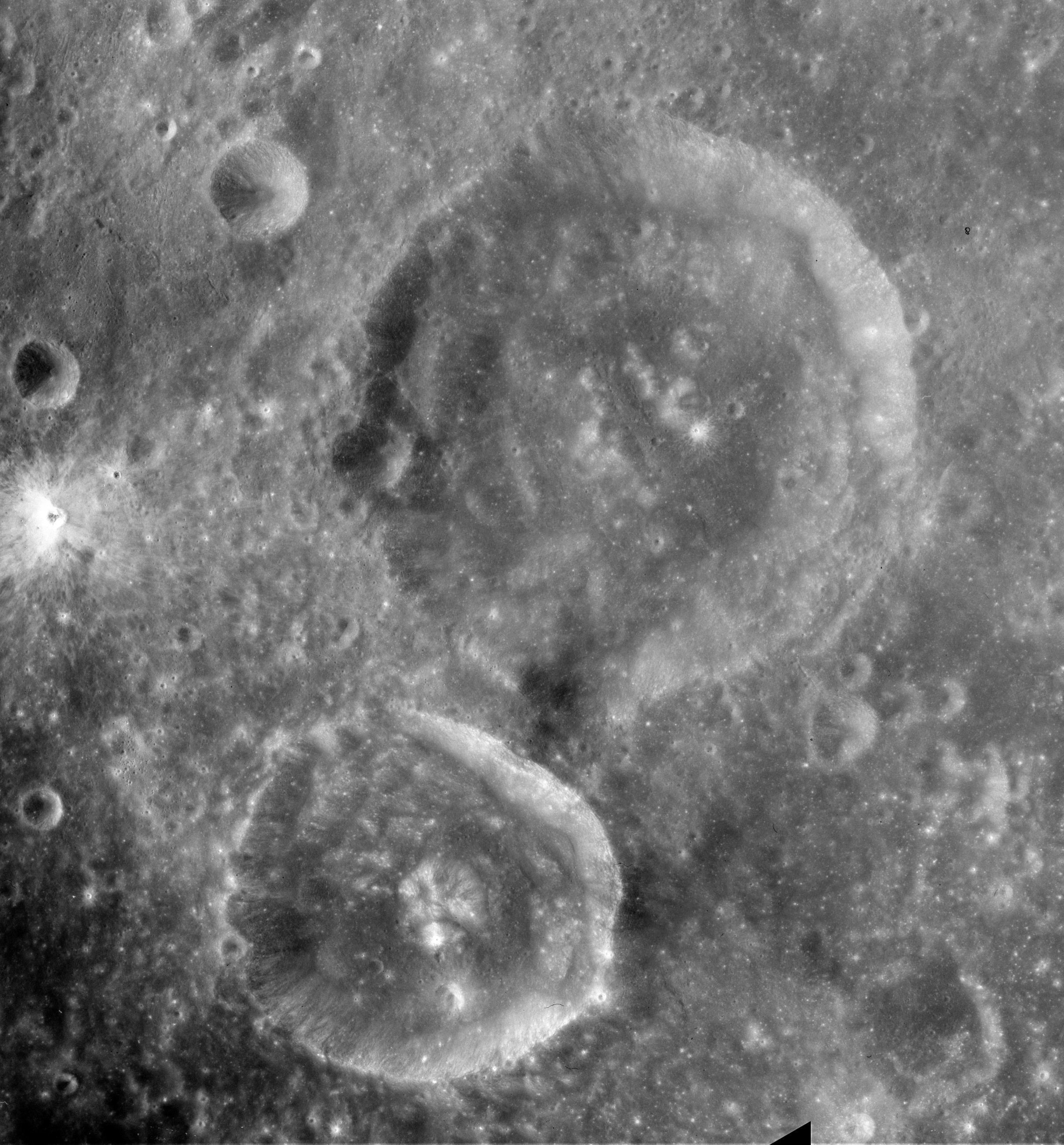
Imagen de la cámara cartográfica del Apolo 16, con el cráter Schubert (arriba a la derecha del centro) y el cráter Back (abajo a la izquierda del centro).

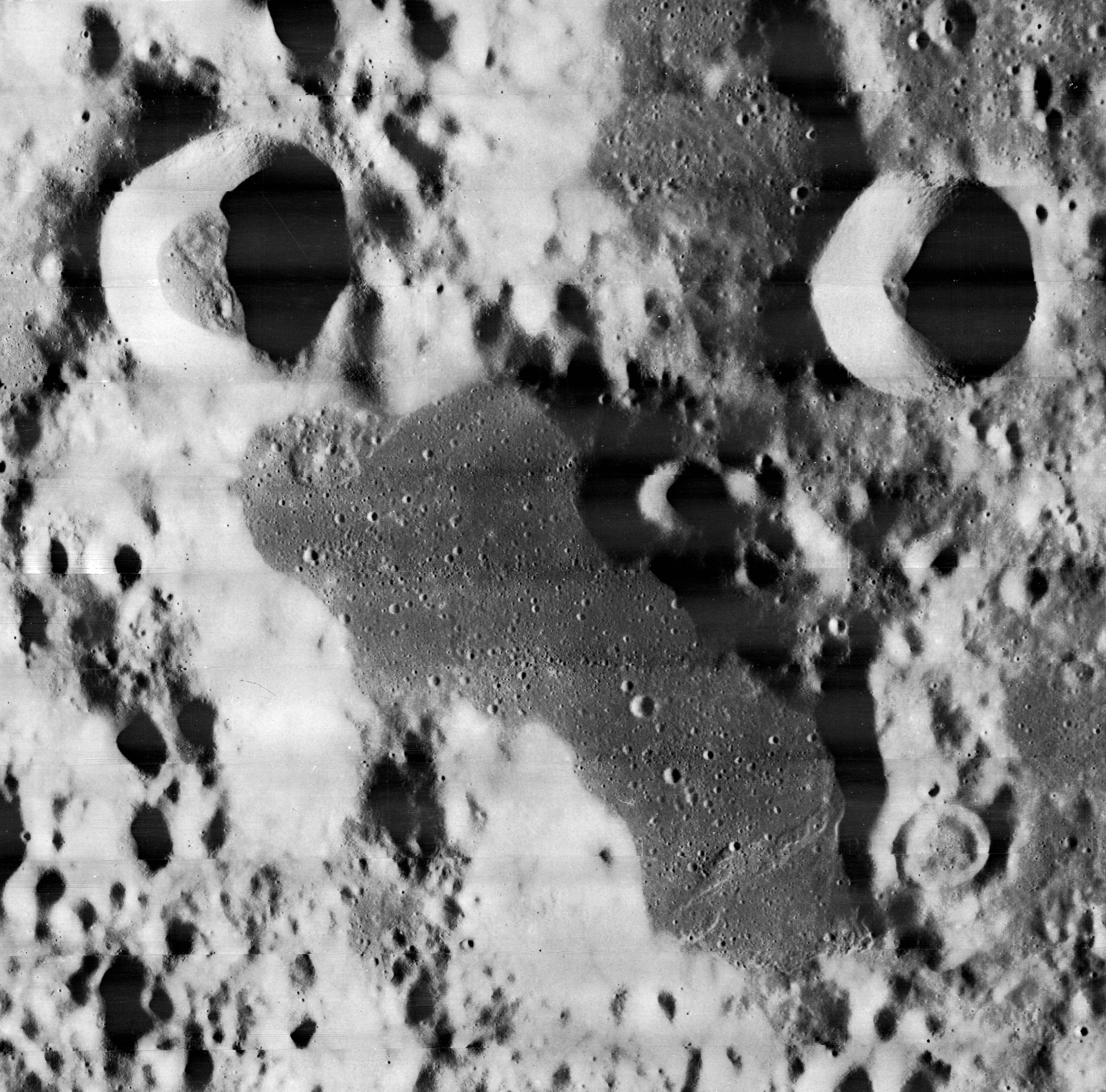
Schubert N es el cráter de fondo plano y oscuro situado en la parte inferior de la imagen. Arriba aparecen los cráteres Respighi (izquierda) y Liouville (derecha). Imagen Lunar Orbiter 1.

Schubert es un cráter de impacto que se encuentra cerca del terminador este de la cara visible de la Luna. El cráter está situado al noroeste del Mare Smythii, y al suroeste del prominente cráter Neper. Casi unido al borde sur se halla el cráter Back.
|  |

Es una formación de cráter casi circular, que no ha sufrido una erosión significativa debida a impactos posteriores, y conserva un borde bien definido. La superficie interior es generalmente plana, presentando unas colinas bajas cerca del centro.

## Cráteres satélite
Por convención estos elementos son identificados en los mapas lunares poniendo la letra en el lado del punto medio del cráter que está más cercano a Schubert.
|          | \| Schubert \| Coordenadas \| Diámetro \| \| -------- \| --------------------------- \| -------- \| \| A \| 2°06′N 79°18′E / 2.1, 79.3 \| 2 km \| \| C \| 1°48′N 84°36′E / 1.8, 84.6 \| 31 km \| \| E \| 4°00′N 78°36′E / 4.0, 78.6 \| 27 km \| \| F \| 3°12′N 77°54′E / 3.2, 77.9 \| 35 km \| \| G \| 4°06′N 75°12′E / 4.1, 75.2 \| 56 km \| \| H \| 1°24′N 76°06′E / 1.4, 76.1 \| 31 km \| \| J \| 0°06′S 78°54′E / -0.1, 78.9 \| 20 km \| \| K \| 2°18′N 75°54′E / 2.3, 75.9 \| 29 km \| \| N \| 1°48′N 72°42′E / 1.8, 72.7 \| 75 km \| \| X \| 0°18′N 76°48′E / 0.3, 76.8 \| 51 km \| |          |
| Schubert | Coordenadas | Diámetro |
| A        | 2°06′N 79°18′E / 2.1, 79.3 | 2 km     |
| C        | 1°48′N 84°36′E / 1.8, 84.6 | 31 km    |
| E        | 4°00′N 78°36′E / 4.0, 78.6 | 27 km    |
| F        | 3°12′N 77°54′E / 3.2, 77.9 | 35 km    |
| G        | 4°06′N 75°12′E / 4.1, 75.2 | 56 km    |
| H        | 1°24′N 76°06′E / 1.4, 76.1 | 31 km    |
| J        | 0°06′S 78°54′E / -0.1, 78.9 | 20 km    |
| K        | 2°18′N 75°54′E / 2.3, 75.9 | 29 km    |
| N        | 1°48′N 72°42′E / 1.8, 72.7 | 75 km    |
| X        | 0°18′N 76°48′E / 0.3, 76.8 | 51 km    |

Los siguientes cráteres han sido renombrados por la UAI:
- Schubert B -  Véase  Back (cráter).
- Schubert Y -  Véase  Nobili (cráter).
- Schubert Z -  Véase  Jenkins (cráter).

|  |  |  |  |

Schubert C se denomina Doyle en algunos mapas antiguos, pero este nombre no fue aprobado por la UAI.

## Referencias

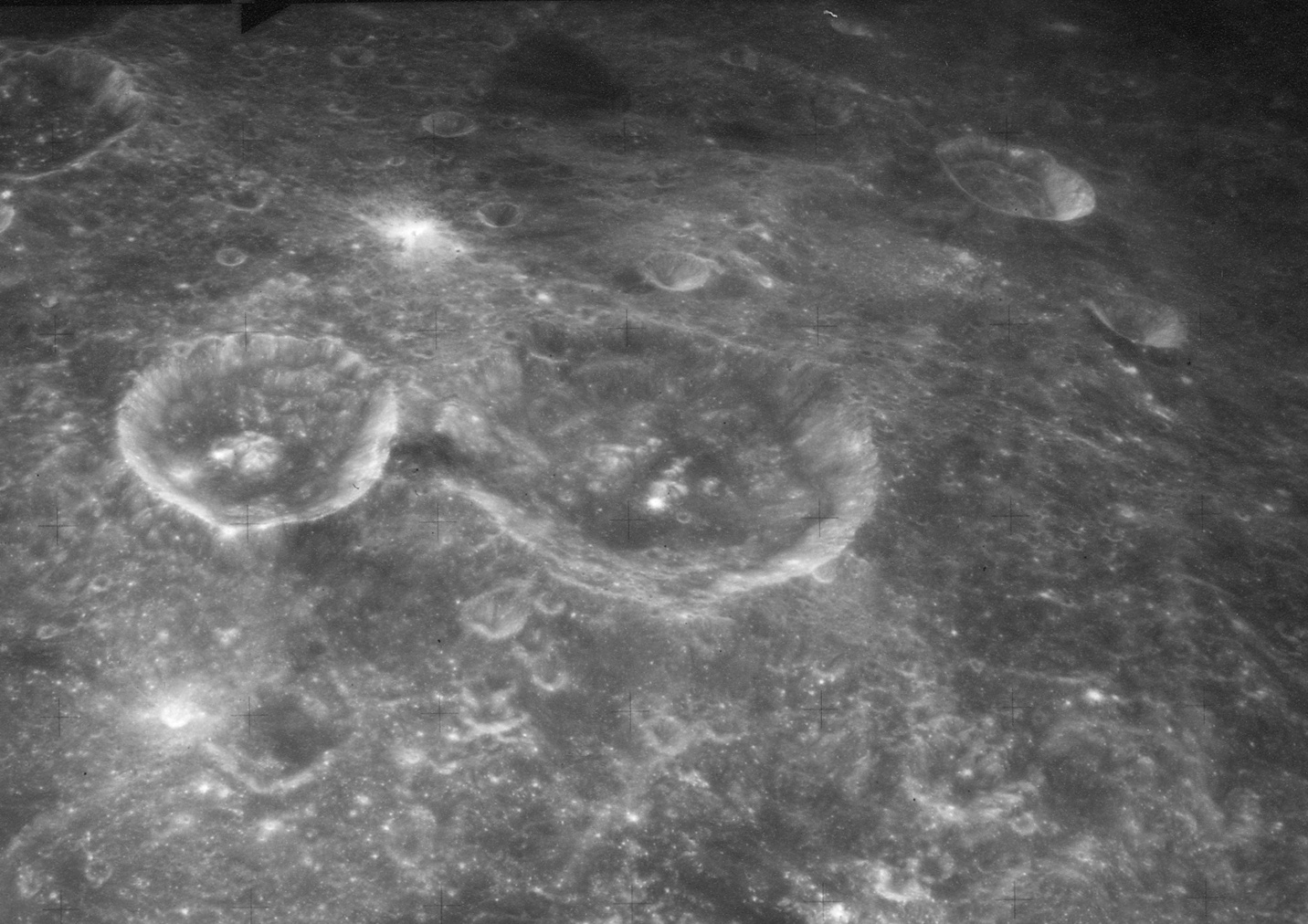
Fotografía de la misión Apolo 15